# Закревский, Аркадий Дмитриевич
Аркадий Дмитриевич Закревский (бел. Аркадзь Дзмітрыевіч Закрэўскі; 22 мая 1928, Ленинград — 24 февраля 2014, Минск) — советский и белорусский кибернетик, специалист в области дискретной математики, алгоритмического и логического проектирования. Свой жизненный путь окончил в качестве главного научного сотрудника Объединённого института проблем информатики. Был членом-корреспондентом НАН Беларуси, академиком Международной академии информации, информационных процессов и технологий, доктором технических наук, профессором. Аркадий Дмитриевич, стоявший у истоков рождения кибернетики в Советском Союзе, являлся основателем одной из самых известных школ логического проектирования в Советском Союзе и в мире.

## Биография
Родился в семье служащих. Получив в Красноярском ремесленном училище связи профессию радиооператора, с 1943 по 1951 год работал радистом Желдорпроекта в экспедициях Сибири (Таймыр, Игарка, Норильск, р. Турухан, затем Забайкалье, Чита, Монголия). В 1949 году в Улан-Баторе (Монголия) сдает экстерном экзамены за среднюю школу и получает аттестат зрелости.
В 1951 году становится студентом физического факультета Томского госуниверситета, через два года переходит на только что организованный радиофизический факультет и с отличием оканчивает его по специальности «физик-радиоэлектроник». В 1956 году поступает в аспирантуру к проф. В. Д. Кессениху, ведёт преподавательскую работу в университете, подбирает группу студентов-энтузиастов и вместе с ними начинает заниматься новой (не только в стенах университета, но и в СССР) наукой — кибернетикой.
Узнав, что в Пензе начинается серийный выпуск ЭВМ Урал-1, А. Д. Закревский в 1957 году принимает активное участие в её получении, установке и запуске в эксплуатацию в Томском университете, а затем критически оценив это последнее достижение вычислительной техники СССР, предлагает проект оригинальной вычислительной машины с той же производительностью, что и Урал-1 (требующий для своего размещения зал в 100 м²), но всего на 18 триггерах. По этому проекту потом обучалось не одно поколение студентов-кибернетиков и не только в ТГУ, но и в Севастопольском приборостроительном институте.
Оценив на собственном опыте трудоёмкость решения логико-комбинаторных задач, Аркадий Дмитриевич в поисках путей их решения предлагает L-машину — логическое расширение ЭВМ Урал-1, на несколько порядков повышающее её производительность при решении таких задач. Изготовление макета L-машины послужило темой дипломных работ для студентов-кибернетиков первого выпуска в Томском госуниверситете.
В 1960 году защищает диссертацию на соискание учёной степени кандидата физико-математических наук на тему «Матричный метод синтеза релейных схем». О качестве диссертации красноречиво свидетельствует тот факт, что первый её оппонент д.т. н. А. Б. Сапожников, зачитав свой отзыв, предложил присвоить соискателю степень не кандидата, а сразу — доктора наук. Сложность программирования задач логического синтеза в машинных кодах приводит А. Д. Закревского к выводу о необходимости создания языка программирования, и в 1962 г. он разрабатывает Логический язык для представления алгоритмов синтеза релейных устройств — ЛЯПАС — первый язык программирования логических задач, реализованный на ЭВМ.
Итогом плодотворной научной деятельности А. Д. Закревского явилась первая его монография «Алгоритмический язык ЛЯПАС и автоматизация синтеза дискретных автоматов» (1966 г.), по которой он в 1967 г. защищает в Институте автоматики и телемеханики АН СССР (г. Москва) диссертацию на соискание учёной степени доктора технических наук. Интерес к языку ЛЯПАС за рубежом был стимулирован появлением перевода на английский язык сборника научных статей с описанием языка ЛЯПАС и алгоритмов синтеза дискретных автоматов, представленных на этом языке, — «LYaPAS, A Programming Language for Logic and Coding Algorithms» (Ed. by M. Gavrilov and A. Zakrevskij), ACM Monograph Series, New York, London, 1969.
В 1959—1971 гг. А. Д. Закревский — ассистент, старший научный сотрудник, заведующий лабораторией счётно-решающих устройств Сибирского физико-технического института, профессор, заведующий кафедрой математической логики и программирования Томского госуниверситета. В 1971 г. он публикует широко известную в СССР фундаментальную монографию «Алгоритмы синтеза дискретных автоматов». Под его руководством создаётся первая в СССР система автоматического синтеза дискретных автоматов, принятая комиссией по кибернетике при Президиуме АН СССР и эксплуатировавшаяся в 1970—1980-е годы на многих предприятиях министерств электронной промышленности и радиоэлектроники.
В 1971 году с группой сотрудников переезжает в Минск и организует в Институте технической кибернетики АН БССР лабораторию Системного программирования и логического синтеза, впоследствии переименованную в лабораторию логического проектирования. В 1972 году избирается членом-корреспондентом АН БССР.
Результаты научных исследований А. Д. Закревского представлены в 540 научных публикациях, в том числе в 26 монографиях (6 из них — в зарубежье). Он активно поддерживал международные научные контакты, входя в состав организационных и программных комитетов различных конференций, симпозиумов и семинаров, выступал с докладами. Сотрудничал с учеными России, Украины, Прибалтики, Польши, США, Германии, Португалии. За научно-организационную деятельность А. Д. Закревский награждён грамотами Верховного Совета БССР.
Свою научную деятельность А. Д. Закревский успешно сочетал с педагогической. Читал курсы лекций собственной разработки по математической логике, дискретной математике, теории вероятностей, теории автоматов, теории графов, теории булевых функций, программированию, методам логического проектирования и др. в ТГУ (г. Томск), БГУ и БГУИР (Минск). Им создана научная школа логического проектирования, более трёх десятков его аспирантов стали кандидатами (восемь из них — докторами наук). Успешно функционируют филиалы этой школы в Томске и Севастополе.
Научную работу Аркадий Дмитриевич успешно совмещал с научно-организационной: являлся членом советов по защите диссертаций в ОИПИ НАН Беларуси и БГУ; членом Учёного и Научного («Моделирование интеллектуальной деятельности») советов ОИПИ; членом редколлегий журналов «International Journal on Information Theories and Applications» (София, Болгария), «Управляющие системы и машины» (Киев, Украина), «Прикладная дискретная математика» (Томск, Россия), «Radioelectronics & Informatics» (Харьков, Украина), «Информатика» (ОИПИ НАН Беларуси, Минск), сборника «Проблемы защиты информации» (БГУ, Минск). Руководил научным семинаром ОИПИ НАН Беларуси по логическому проектированию.
Окунувшись с головой в науку, Аркадий Дмитриевич не утрачивал любовь к природе. Во время отпусков организовывал походы по горам Тянь-Шаня, Алтая, Саян; по выходным дням — многочасовые пешие и лыжные кроссы по окрестностям Томска, а затем Минска. Будучи в многочисленных командировках, он не упускал возможности и там организовывал походы по окрестностям незнакомых ему мест.

## Научные интересы
Характерной чертой научного творчества Аркадия Дмитриевича являлось сочетание широты охвата рассматриваемой проблемы (вплоть до поиска аналогий в соседних областях) со строгостью и глубиной её исследования (с предложениями практически эффективных методов её решения, доведённых зачастую до алгоритмической, а порой, и программной реализации).
В краткой заметке трудно подвести итоги научно-организационной деятельности Аркадия Дмитриевича и оценить его вклад в науку. Трудно перечислить даже области науки, в которые устремлял он свой пытливый научный интерес. Поэтому ограничимся лишь кратким перечнем основных направлений кибернетики, где он оставил наиболее глубокий след.
1. Логическая теория дискретных устройств (применение помехоустойчивого кода Хемминга к синтезу надёжных логических схем; аппарат матричных логических уравнений для решения задач анализа, синтеза и диагностики неисправностей программируемых логических матриц, эффективные методы декомпозиции булевых функций и дискретных автоматов, кодирования внутренних состояний синхронного и асинхронного автоматов). Им был предложен матричный аппарат для логического анализа, синтеза и диагностики дискретных устройств на базе программируемых логических матриц, результаты этих исследований были представлены в его монографии «Логический синтез каскадных схем» (М.: Физматлит, 1980).
2. Автоматизация программирования логических задач (язык и система программирования ЛЯПАС, эффективные для логико-комбинаторных задач и нашедшие широкое применение во многих организациях страны и за рубежом: в Польше, ГДР, Чехословакии, Югославии, ФРГ, США).
3. Автоматизация логического проектирования (эффективные методы минимизации и реализации полностью и слабо определённых булевых функций многих переменных; минимизации систем булевых функций в классе полиномов Жегалкина и Рида-Маллера, методы реализации систем многозначных частичных функций поляризованными полиномами Рида Маллера, диагностирования константных неисправностей в EXOR-схемах, а также ряд систем автоматизированного логического проектирования, внедренных в производство (ЦКБ «АЛМАЗ» (Москва), НИИ ЭВМ, НПО «Интеграл» и др.).
4. Логические основы интеллектуальных систем (методы решения больших систем логических уравнений, линейных и нелинейных; обобщение методов теории булевых функций на конечные предикаты; методы индуктивного и дедуктивного вывода в приложении к распознаванию образов в пространстве бинарных и многозначных признаков; выявление импликативных закономерностей в этих пространствах, экспертные системы логического распознавания образов).
5. Автоматизация проектирования систем логического управления (язык ПРАЛУ описания параллельных алгоритмов логического управления, методы верификации, моделирования и реализации параллельных алгоритмов, понятия параллельного и секвенциального автоматов и основанные на них методы синтеза устройств логического управления, методы композиции и декомпозиции параллельных автоматов, описанных на языке ПРАЛУ).
6. Комбинаторные задачи дискретной математики (техника вычислений в булевом пространстве, комбинаторный базис логического проектирования — комплекс эффективных методов и программ решения комбинаторных задач над логическими матрицами и графами, имеющих множество полезных практических интерпретаций; техника вычислений в пространстве конечных предикатов, методы их минимизации и декомпозиции; высокоэффективные методы решения систем логических уравнений).

Результаты его теоретических исследований легли в основу ряда программных комплексов автоматизации решения логико-комбинаторных задач: логического проектирования дискретных управляющих устройств в базисе СБИС; программной и аппаратной реализации параллельных алгоритмов управления и экспертной системы логического распознавания.

## Публикации
Результаты научных исследований А. Д. Закревского представлены более чем в 540 научных публикациях, среди которых 26 монографий.
Список монографий Аркадия Дмитриевича Закревского.
- Алгоритмический язык ЛЯПАС и автоматизация синтеза дискретных автоматов. Томск,1966;
- LYaPAS: A programming language for logic and coding algorithms. Academic Press, N.-Y., L., 1969 (with M. A. Gavrilov);
- Алгоритмы синтеза дискретных автоматов. М.: Наука, 1971, 512 с.;
- Логические уравнения. Мн.: Наука и техника, 1975, 96 с.;
- Синтез асинхронных автоматов на ЭВМ. Мн.: Наука и техника, 1975, 184 с. (в соавторстве);
- Система программирования ЛЯПАС-М. Мн.: Наука и техника, 1978, 220 с. (с Н. Р. Тороповым);
- Логический синтез каскадных схем. М.: Наука, 1981, 416 с.;
- Boolesche Gleichungen: Theorie, Anwendung, Algorithmen. VEB Verlag Technik, Berlin, 1984, 304 s. (mit Dieter Bochmann[нем.] und Christian Posthoff);
- Логика распознавания. Мн.: Наука и техника, 1988, 118 с.;
- Параллельные алгоритмы логического управления. Мн.: Ин-т технической кибернетики АН Беларуси, 1999, 202 с.;
- Полиномиальная реализация частичных булевых функций и систем. Мн: Ин-т технической кибернетики НАН Беларуси, 2001, 200 с. (с Н. Р. Тороповым);
- Логика распознавания. Издание второе, дополненное. М., УРСС, 2003, 140 с.;
- Параллельные алгоритмы логического управления. Издание второе, стереотипное. М.: УРСС, 2003, 200 с.;
- Полиномиальная реализация частичных булевых функций и систем. Издание второе, стереотипное. М.: УРСС, 2003, 200 с. (с Н. Р. Тороповым);
- Закревский А. Д. Логические уравнения. Издание второе, стереотипное. М.: УРСС, 2003, 95 с.
- Основы логического проектирования. Книга 1. Комбинаторные алгоритмы дискретной математики. Мн: ОИПИ НАН Беларуси, 2004, 226 с. (с Ю. В. Поттосиным и Л. Д. Черемисиновой);
- Основы логического проектирования. Книга 2. Оптимизация в булевом пространстве. Мн: ОИПИ НАН Беларуси, 2004, 240 с. (с Ю. В. Поттосиным и Л. Д. Черемисиновой);
- Основы логического проектирования. Книга 3. Проектирование устройств логического управления. Минск: ОИПИ НАН Беларуси, 2006, 254 с. (с Ю. В. Поттосиным и Л. Д. Черемисиновой);
- Логические основы проектирования дискретных устройств. М.: Физматлит, 2007, 589 c. (с Ю. В. Поттосиным и Л. Д. Черемисиновой);
- Combinatorial algorithms of discrete mathematics. Tallinn: TUT Press, 2008, 192 p. (with Yu. Pottosin, L. Cheremisinova);
- Optimization in Boolean space. Tallinn: TUT Press, 2009, 241 p. (with Yu. Pottosin, L. Cheremisinova);
- Решение больших систем логических уравнений. Минск: ОИПИ НАН Беларуси, 2009, 96 с.;
- Design of logical control devices. Tallinn: TUT Press, 2009, 304 p. (with Yu. Pottosin, L. Cheremisinova);
- Вычисления в многомерном булевом пространстве. Минск: ОИПИ НАН Беларуси, 2011, 106 с.;
- Combinatorial Calculations in Many-Dimensional Boolean Space. Tallinn: TUT Press, 2012, 121 p.;
- Solving Large Systems Logical Equations. Tallinn: TUT Press, 2013, 114 p.